# NGC 4751
NGC 4751 је елиптична галаксија у сазвежђу Кентаур која се налази на NGC листи објеката дубоког неба.
Деклинација објекта је - 42° 39' 36" а ректасцензија 12h 52m 50,6s. Привидна величина (магнитуда) објекта NGC 4751 износи 11,2 а фотографска магнитуда 12,2. NGC 4751 је још познат и под ознакама ESO 323-29, MCG -7-27-11, DCL 340, IRAS 12500-4223, PGC 43723.